# Apuiarés
Apuiarés este un oraș în statul Ceará (CE) din Brazilia.